# Ню Андромеди
ν Андромеди (Ню Андромеди) — є видимою зоряною величиною 4,53m слабка блакитнувата зоря в центрі сузір'я Андромеди, всього в одному градусі на схід від Галактики Андромеди (M31). Згідно з вимірюваннями паралаксу космічним апаратом Gaia, ν Андромеди знаходиться на відстані близько 564 світлових років від Землі. Променева швидкість зорі, згідно із записом у каталозі, опублікованому в 1953 році, становить - 23,9 км/с. Це значення добре узгоджується зі значенням (-23,50 ± 4,20) км/с, наведеним у розширеному каталозі Гіппаркоса, але значно відрізняється від значення (+47,62 ± 4,52) км/с, виміряного Gaia.

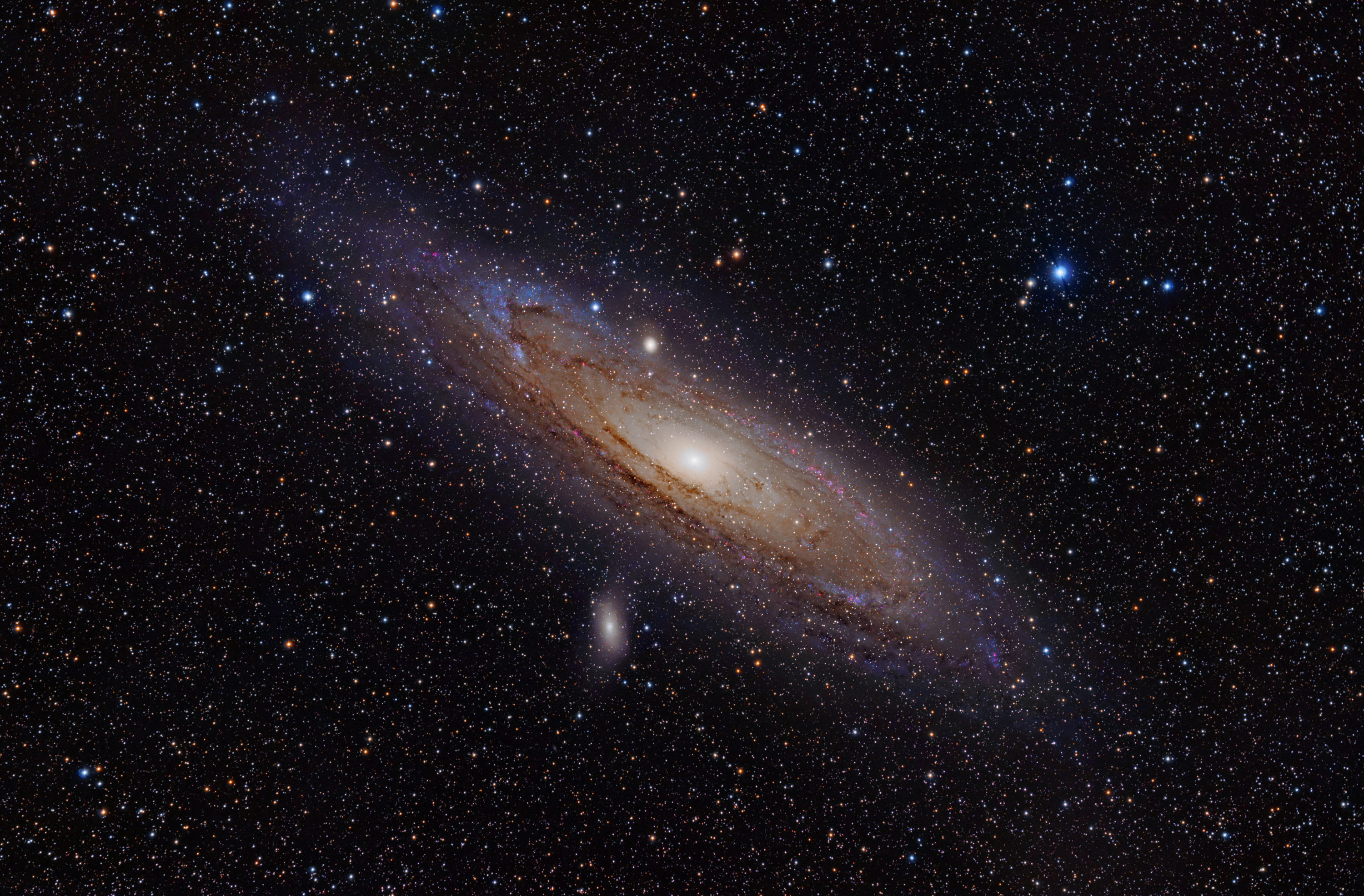
Ню Андромеди — помітна синя зірка у верхньому правому куті зображення. У центрі розташована галактика Андромеди (M31).

ν Андромеди — спектроскопічна подвійна зоря, в якій супутник обертається навколо головної зорі по майже коловій орбіті (ексцентриситет орбіти складає всього 0,03) з періодом 4,2827 доби на відстані всього близько 0,1 астрономічної одиниці.  Головний компонент є зіркою головної послідовності спектрального класу зір B5 V і має близько 5,9 мас Сонця та в 1100 разів більшу світність за Сонце. Астроном Джим Калер оцінює її діаметр приблизно в 6 сонячних радіусів, в той час як вимірювання її кутового розміру (близько 0,26 кутових секунд), припускаючи відстань, виміряну Gaia, дають реальний діаметр в 4,8 сонячних діаметрів. Вона набагато гарячіша за Сонце, ефективна температура її зовнішньої атмосфери становить близько 14900 Кельвінів. Більш слабкий супутник є сонцеподібною зіркою головної послідовності спектрального класу F8 V, але його фізичні параметри точно не відомі. Її маса, ймовірно, становить близько 1,1 маси Сонця. У подальшому розвитку цієї дуже тісної подвійної зоряної системи, коли зоря В8 роздується до зірки-гіганта, наразі передбачити неможливо.
ν Андромеди зарахована до надшвидких зірок. Ймовірно, вона колись була катапультована з іншого супутника на відносно високій швидкості. Це, ймовірно, свідчить про те, що колись вона могла бути членом множинної зоряної системи.

## Веб-посилання
- Nu And Джим Калер, Зірки
- Nu. And. в: SIMBAD . Страсбурзький астрономічний центр Données , відновлено 9. серпея 2022 р .